# NGC 3846A
NGC 3846A је спирална галаксија у сазвежђу Велики медвед која се налази на NGC листи објеката дубоког неба.
Деклинација објекта је + 55° 2' 6" а ректасцензија 11h 44m 14,8s. Привидна величина (магнитуда) објекта NGC 3846 износи 13,3 а фотографска магнитуда 13,9. NGC 3846A је још познат и под ознакама UGC 6706, MCG 9-19-169, CGCG 268-76, VV 320, KUG 1141+553B, PGC 36506.